# Atividade sexual durante a gravidez

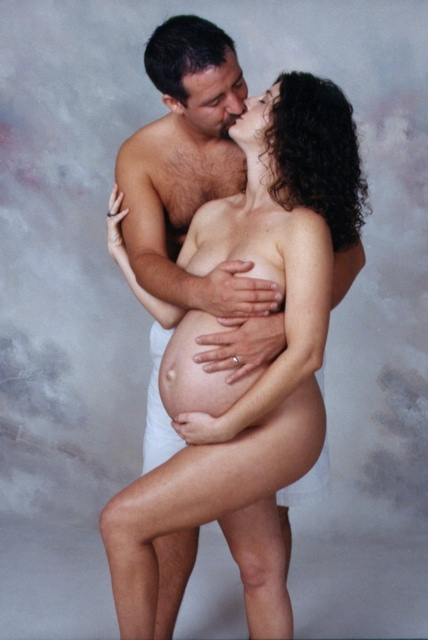
Casal demonstrando afeto durante a gravidez

A maioria das mulheres pode continuar a manter atividade sexual durante a gravidez, incluindo relação sexual. A maioria das pesquisas sugere que, durante a gravidez, tanto o desejo sexual quanto a frequência das relações sexuais diminuem. No contexto dessa diminuição geral do desejo, alguns estudos indicam um aumento no segundo trimestre, precedendo uma diminuição no terceiro trimestre.
O sexo durante a gravidez é um comportamento de baixo risco, exceto quando o profissional de saúde aconselha que as relações sexuais sejam evitadas por razões médicas específicas. Para uma gestante saudável, existe uma variedade de maneiras seguras de ter relações sexuais durante a gravidez.

## Desejo e frequência
A maioria das pesquisas sugere que, durante a gravidez, o desejo sexual e a frequência das relações sexuais diminuem. No contexto dessa diminuição geral do desejo, alguns estudos indicam um aumento no segundo trimestre, precedendo uma diminuição. Entretanto, essas diminuições não são universais: um número significativo de mulheres relata maior satisfação sexual ao longo de toda a gravidez.
No primeiro trimestre, a náusea na gravidez pode reduzir o desejo sexual da mulher. Ainda assim, um estudo mostrou que as mulheres entrevistadas tiveram mais frequentemente relações sexuais vaginais no primeiro trimestre. No segundo trimestre, muitas mulheres o consideram excitante e satisfatório. Algumas mulheres sentem maior desejo sexual, entre outros motivos, devido ao aumento do fluxo sanguíneo para a região genital, tornando as sensações táteis mais intensas. O fato de não ser necessário pensar em contracepção durante a gravidez também pode aumentar o desejo sexual. A partir do segundo trimestre, e especialmente no terceiro, são recomendadas apenas posições sexuais que não exerçam pressão sobre o abdômen da gestante. Assim, a utilização de certas posições sexuais diminui. Um estudo mostrou maior satisfação sexual entre mulheres que já preferiam a posição de conchinha, a posição de cavaleiro e o coito por trás.
Uma análise de 56 estudos revelou uma diminuição gradual na frequência de sexo vaginal em comparação ao período antes da gravidez. No segundo trimestre, o desejo sexual aumenta para a maioria das mulheres, antes de diminuir gradualmente. A satisfação sexual geral está associada à alegria em relação à gravidez, à percepção de atratividade e à ocorrência de orgasmo. No terceiro trimestre, a frequência cai acentuadamente. Em um estudo com 145 mulheres neste período, cerca de 35% citaram a libido reduzida como motivo, 29% seguiram recomendação médica e 29% relataram preocupação com o bem-estar do feto. A maioria ainda mantinha relações vaginais uma a três vezes por mês, em comparação a uma ou duas vezes por semana antes da gravidez.

## Segurança
O sexo durante a gravidez é um comportamento de baixo risco, exceto quando o médico aconselha evitar as relações sexuais, pois, em algumas gestações, isso pode levar a complicações graves ou problemas de saúde, como maior risco de parto prematuro ou ruptura uterina.[carece de fontes?] Tal recomendação pode basear-se em histórico de dificuldades em partos anteriores. No entanto, tem-se observado que faltam evidências nessa área e que o conselho dos médicos muitas vezes se baseia mais em suposições do que em conhecimento científico.
Algumas mulheres e seus parceiros temem impactos negativos no bebê. Em posições que evitam pressão no abdômen, essa preocupação é infundada. O colo do útero e o orifício externo permanecem fechados o suficiente para manter distância entre o pênis e a bolsa amniótica. O bebê está protegido pelo líquido amniótico, que absorve impactos. Durante o orgasmo, o útero se contrai levemente, mas isso não induz o parto, a menos que haja risco de nascimento prematuro. Em casos de sangramento de escape ou contrações precoces, o sexo vaginal deve ser evitado. Nas consultas de pré-natal, o médico informa a gestante caso haja restrições. Perto do termo, o sexo vaginal pode ajudar a iniciar o trabalho de parto, pois as prostaglandinas no sêmen estimulam a contração uterina. Por isso, deve ser evitado quando há risco de parto prematuro identificado pelo médico. Mesmo com preservativo, a liberação de ocitocina durante o orgasmo pode desencadear contrações de dilatação se houver risco. Contrações de descida após o orgasmo, quando o bebê já está a termo, não são motivo de preocupação.
Assim como no período pós-parto, sexo oral e masturbação individual, conjunta ou mútua podem ser alternativas para o casal, fortalecendo a confiança quando há consentimento. Na felação, as prostaglandinas do sêmen, quando ingeridas, também só podem induzir contrações se houver condições favoráveis.

### Feto protegido pelo líquido amniótico
Durante a gravidez, o feto fica protegido dos impactos sexuais e do sêmen indesejado pelo líquido amniótico no útero e pelo tampão mucoso cervical no colo do útero, que se forma logo após a concepção.

## Benefícios

### Utilidade psicológica

Posições sexuais para mulheres grávidas

Alguns estudos nas décadas de 1980 e 1990 defendem que é útil que gestantes continuem sexualmente ativas, observando que a satisfação sexual geral estava correlacionada com sentir-se feliz por estar grávida, sentir-se mais atraente no final da gravidez do que antes dela e experimentar orgasmo. A atividade sexual também foi sugerida como forma de preparar para o parto induzido; acredita-se que o conteúdo natural de prostaglandinas do líquido seminal possa favorecer o processo de maturação do colo do útero, tornando-o mais flexível e permitindo uma dilatação e apagamento mais fáceis e rápidos. No entanto, a eficácia do uso da relação sexual como agente de indução "permanece incerta".

### Prevenção da pré-eclâmpsia
Há evidências preliminares de que a exposição ao sêmen do parceiro pode prevenir a pré-eclâmpsia, em grande parte devido à absorção de diversos fatores imunomoduladores presentes no líquido seminal.

## Após a gravidez
A relação sexual após o parto pode começar quando o casal estiver pronto. No entanto, a maioria dos casais americanos espera seis semanas. A ovulação e, consequentemente, a possibilidade de engravidar podem ocorrer antes do retorno da menstruação regular.